# Grecia en los Juegos Europeos de Minsk 2019
Grecia participó en los Juegos Europeos de Minsk 2019. Responsable del equipo nacional fue el Comité Olímpico Helénico.
El portador de la bandera en la ceremonia de apertura fue el jugador de tenis de mesa Panayotis Guionis.

## Medallistas
El equipo de Grecia obtuvo las siguientes medallas:
| Nombre                       | Deporte           | Competición     |
| ---------------------------- | ----------------- | --------------- |
| Oro                          |                   |                 |
| Jristos Volikakis            | Ciclismo en pista | Scratch M       |
| Jristos Volikakis            | Ciclismo en pista | Puntuación M    |
| Anna Korakaki                | Tiro              | Pistola 25 m F  |
| Plata                        |                   |                 |
| Savvas Karakizidis           | Sambo             | –62 kg M        |
| Anna Korakaki                | Tiro              | Pistola 10 m F  |
| Bronce                       |                   |                 |
| Konstantinos Duvalidis       | Atletismo         | 100 m vallas M  |
| Rafailía Spanudaki-Jatziriga | Atletismo         | 100 m F         |
| Yeoryos Azoídis              | Judo              | –73 kg M        |
| Eleni Jatziliadu             | Karate            | Kumite +67 kg F |